# New York State School for the Deaf
Ne doit pas être confondu avec New York School for the Deaf.
New York State School for the Deaf, dont le nom est couramment abrégé en NYSSD, est une école pour sourds, située à Rome, aux États-Unis. Elle a été fondée en 1874 par Alphonso Johnson.

## Histoire
Alphonso Johnson, diplômé sourd de l'Institution New York School for the Deaf et l'ancien enseignant, il fonde une école sourds à Rome, New York en 1874 avec l'aide du Thomas Gallaudet. L'école a ouvert en 1875 avec quatre élèves, avec Johnson à titre de contrepartiste et des enseignants. L'année suivante, l'école a commencé à fonctionner et en trois ans, le nombre des élèves a augmenté à 100.